# Врановци
 Тази статия е за положкото село.  За битолското вижте Враневци.  
Врановци или Врановце (на македонска литературна норма: Врановци; на албански: Vranoci, Враноци) е село в Северна Македония, център на община Врабчище.

## География
Селото е разположено на 4 километра северно от Гостивар в източното подножие на планината Шар (масива Враца).

## История
В края на ΧΙΧ век Врановци е село в Гостиварска нахия на Тетовска каза на Османската империя. Андрей Стоянов, учителствал в Тетово от 1886 до 1894 година, пише за селото:
| „ | С. Вранйовци. — Селото има 50 турски [албански] кѫщи. Подъ него има развалини отъ стара църква, която се е казвала св. Димитръ. | “ |

Според статистиката на Васил Кънчов („Македония. Етнография и статистика“) в 1900 година Враньовци има 244 жители българи-мохамедани.
В 1913 година селото попада в Сърбия. Според Афанасий Селишчев в 1929 година Врановце е село в Зубовска община в Горноположкия срез и има 69 къщи с 361 жители албанци.
Според преброяването от 2002 година селото има 480 жители.
| Националност | Всичко |
| македонци    | 0      |
| албанци      | 477    |
| турци        | 2      |
| роми         | 0      |
| власи        | 0      |
| сърби        | 0      |
| бошняци      | 0      |
| други        | 1      |